# Schriftsteller der Generation 1948
Die Bezeichnung Schriftsteller der Generation 1948 oder 1948er Generation (auch „Generation Palmach“ oder „Dor ba’aretz“, übersetzt „Generation des Landes“) bezieht sich auf eine Generation von Literaturschaffenden, die während der 1940er und 1950er Jahre in Israel wirkten und aus einem literaturwissenschaftlichen Blickwinkel zusammengefasst werden. Die Schriftsteller, die dieser Gruppe zugerechnet werden, unterschieden sich sowohl in Alter und literarischem Stil als auch in den Ideologien und Idealen, denen sie sich zugehörig fühlten. Ein Teil der Literaturwissenschaftler legt zugrunde, dass viele der Schriftsteller, wie S. Yizhar, in den 1910er und 1920er Jahren als erste Generation im Land geboren sowie in einer säkularen und nationalen jüdischen Kultur sozialisiert wurden. Sie wuchsen zumeist mit Hebräisch als Erstsprache auf, obgleich viele noch in Europa geborene Schriftsteller ebenfalls als Teil der „Generation 1948“ betrachtet werden (so zum Beispiel die Schriftsteller Aharon Megged und Abba Kovner). Andere Literaturwissenschaftler sehen in der Beteiligung am Unabhängigkeitskrieg das definierende Moment der „Generation 1948“. Allen gemeinsam ist aber die (idealisierte) Beziehung zur Gründung des Staates Israel im Jahre 1948. So wird in Mosche Schamirs Erzählung Mit eigenen Händen der selbstbewusste Sabra-Held als aus dem „Meer geboren“, als Repräsentant einer neuen Generation des Judentums vorgestellt, der den Erfahrungen der Diaspora diametral entgegengesetzt ist. Viele Werke dieser Schriftsteller wurden in Zeitschriften veröffentlicht, die einer Partei der damaligen politischen Linken angehörten oder nahestanden. Ein großer Teil der Schriftsteller der „Generation 1948“ fühlte sich der sozialistisch-zionistischen Partei Mapam (Hebr.: „מפ״ם [מפלגת הפועלים המאוחדת]“, Vereinigte Arbeiterpartei) zugehörig, einige repräsentierten sie außerdem als Abgeordnete in der Knesset, dem israelischen Parlament.

## Historischer Hintergrund
Die Werke stehen unter dem Eindruck einer neuen Generation, die im Gegensatz zu ihrer Elterngeneration, die in der Diaspora geboren und aufgewachsen sind, ein freies Leben im Lande Israel führen. Die Welt, in der diese neue Generation heranwuchs, und die Erziehung, die sie erfuhren, unterschied sich grundlegend von derjenigen ihrer Vorfahren, die zumeist Einwanderer aus Europa waren. Insofern war das Entstehen einer neuen literarischen Strömung abzusehen, die diese neuartige Geisteshaltung zum Ausdruck brachte. Weitere Geschehnisse der Zeit, die in ihrer Folge literarische Auseinandersetzungen nach sich zogen, waren: die Shoah, der Kampf gegen die britische Mandatsmacht und der Unabhängigkeitskrieg.

## Entwicklung
Für gewöhnlich wird in der Veröffentlichung der Geschichte Efraim choser LaAsfeset (Hebr.: „אפרים חוזר לאספסת“, Efraim kehrt zu den Luzernen zurück) von S. Yizhar im Jahre 1938 der Vorbote dieser Welle gesehen. Werke, die den Gründungsjahren der Strömung zugerechnet werden, sind zum Beispiel die Kurzgeschichten, die in der Literaturzeitschrift Yalkut HaRe’im (Hebr.: „ילקוט הרעים“, Anthologie der Kumpane) in den Jahren 1942–1946 veröffentlicht wurden. Die endgültige Etablierung der Strömung erfolgte spätestens in den Jahren 1945/1946 mit dem Erscheinen der ersten Romane, als solche gelten unter anderem Hu halach BaSadot (Hebr.: „הוא הלך בשדות“, Er ging in die Felder) von Mosche Schamir und Aforim KeSak (Hebr.: „אפורים כשק“; Grau wie ein Sack) von Yigal Mossinson.
Die Gründung des Staates Israel und ihre Auswirkungen auf die Gesellschaft des Landes stellte für viele Schriftsteller dieser Generation einen Einschnitt dar, an den sie sich nur schwer anpassen konnten; sie waren ein solches Leben, das die Staatsgründung und die Zeit nach dem Unabhängigkeitskrieg mit sich brachte, nicht gewohnt. In der Folge durchlebten viele eine persönliche und literarische Krise; sie wussten nicht umzugehen mit der neuen Routine, mit den demographischen Veränderungen und mit der sich bildenden Bourgeoisie. Gegen Ende der 1950er und insbesondere in den 1960er Jahren verlor die Strömung nach und nach an Dominanz – sie sprach nicht zu den vielen Neueinwanderern und verlor ihre Authentizität im Laufe der Jahre.
Einige ihrer Werke wurden in das Pantheon der israelischen Kultur aufgenommen, so zum Beispiel das Werk von Mosche Schamir Hu halach BaSadot (Hebr.: „הוא הלך בשדות“, Er ging in die Felder) oder Schaul WeYohana (Hebr.: „שאול ויוהאנה“, Saul und Johanna) von Naomi Frankel; beide Werke werden im Fach Literatur im Rahmen der Reifeprüfung (Teil der israelischen Schulabschlussprüfung) behandelt.
Unter den literarischen Kunstwerken, die wie kein zweiter die Verunsicherung der Generation 1948 nach dem Unabhängigkeitskrieg charakterisieren, sollten an dieser Stelle die Bücher von Chanoch Bartow genannt werden, insbesondere BeEmza HaRoman (Hebr.: „באמצע הרומן“, In der Mitte des Romans) und MiTom 'ad Tom (Hebr.: „מתום עד תום“, Von einem Ende zum andern) sowie das Werk Chedva WeAni (Hebr.: „חדווה ואני“, Chedva und Ich) von Aharon Megged und das Buch Panim el Panim (Hebr.: „פנים אל פנים“, Von Angesicht zu Angesicht) von Abba Kovner.

## Besonderheiten ihres Schreibens
Die Geschichten der Generation 1948 sind dem Realismus zuzuordnen und tragen oftmals autobiographische Züge; hauptsächlich behandeln sie neben dem Unabhängigkeitskrieg 1948 und dem Kampf gegen die britische Mandatsmacht zum einen sowie die Zeit des ersten und zweiten Tempels zum anderen, auch die Themen Shoah und Diaspora sowie das Leben in dem jungen Staat und sein Entstehen.

## Belege
1. ↑  Zu den Synonymen: Yigal Schwartz: The Zionist Paradox. Hebrew Literature and Israeli Identity. Übersetzt von Michal Sapir. Brandeis University Press, Waltham 2014, ISBN 978-1-58465-894-8, S. 142.
2. ↑  Anat Feinberg: Der belletristische Kanon eines Staates. Die israelische Literatur. Auf: Kulturrat.de vom 3. Februar 2022.
3. ↑  Es handelt sich „… um die erste Generation der Sabra-Erzähler (also die, die in erez-israel geboren wurden), die später als '1948er Generation' bezeichnet werden sollte...“. Anat Feinberg Hg.: Moderne hebräische Literatur. Ein Handbuch. edition text + kritik, München 2005. S. 14.
4. ↑  Anat Feinberg Hg.: Moderne hebräische Literatur. Ein Handbuch. edition text + kritik, München 2005. S. 15.
5. ↑  Beispiele sind etwa die Zeitschriften Al HaMischmar („על המשמר“, Auf der Wacht), Orlogin (Hebr.: „אורלוגין“, Pendeluhr), LaMerchav (Hebr.: „למרחב“, In die Weite) inklusive seiner literarischen Beilage Masa (Hebr.: „משא“, Prophezeiung) oder der Verlag Sifriat Po’alim (Hebr.: „ספרית פועלים“, Arbeiterbücherei).
6. ↑  „Die Literatur der '1948er Generation' spiegelte weitgehend unkritisch die Ideale des säkularen Zionismus wieder …“ Anat Feinberg Hg.: Moderne hebräische Literatur. Ein Handbuch. edition text + kritik, München 2005. S. 14.